# Willy van de Kerkhof
Wilhelmus Antonius (Willy) van de Kerkhof (Helmond, 16 september 1951) is een voormalig Nederlands voetballer. Hij speelde van 1970 tot en met 1973 voor FC Twente en vervolgens tot 1988 voor PSV. Met de Eindhovense club werd hij zes keer Nederlands landskampioen, won hij in 1977/78 de UEFA Cup en in 1987/88 de Europacup I. Van de Kerkhof kwam van 1974 tot en met 1985 ook drieënzestig keer uit voor het Nederlands voetbalelftal. Hij maakte deel uit van onder meer de teams die de finales van het WK 1974 en het WK 1978 haalden. Van de Kerkhof is de tweelingbroer van René van de Kerkhof.

## Carrière

### Clubcarrière
Van de Kerkhof en zijn tweelingbroer kwamen als amateur uit voor RKSV MULO. Zij maakten in 1970 allebei hun profdebuut bij FC Twente en gingen drie jaar later eveneens samen naar PSV. Hun broer Gerard speelde ook als profvoetballer. Vader Renier van de Kerkhof (1910–1956), was amateurvoetballer bij Deurania, dat bij een fusie in 1942 opging in SV Deurne. Van de Kerkhof speelde zeventien seizoenen bij PSV, in de tien van 1973 tot 1983 samen met René. De laatste twee waren bij de PSV-amateurs (1988–1990). Hij is tevens lid van verdienste van PSV.
Van de Kerkhof was een snelle, veel lopende middenvelder, die behalve opbouwend en aanvallend ook meeverdedigend werk verrichtte. Hij kreeg als voetballer de bijnaam 'De Stofzuiger' vanwege zijn verdiensten als balveroveraar en verdedigende werk, waarbij hij achter elke bal aan ging. Toen PSV in 1977/78 de UEFA Cup won, was hij de maker van het openingsdoelpunt in de met 3–0 gewonnen finale tegen SC Bastia.

### Clubstatistieken
| Seizoen | Club          | Competitie | wed. | goals |
| ------- | ------------- | ---------- | ---- | ----- |
| 1970/71 | FC Twente '65 | Eredivisie | 27   | 6     |
| 1971/72 | FC Twente '65 | Eredivisie | 33   | 6     |
| 1972/73 | FC Twente '65 | Eredivisie | 34   | 2     |
| 1973/74 | PSV           | Eredivisie | 32   | 10    |
| 1974/75 | PSV           | Eredivisie | 32   | 7     |
| 1975/76 | PSV           | Eredivisie | 33   | 6     |
| 1976/77 | PSV           | Eredivisie | 31   | 1     |
| 1977/78 | PSV           | Eredivisie | 32   | 5     |
| 1978/79 | PSV           | Eredivisie | 30   | 3     |
| 1979/80 | PSV           | Eredivisie | 30   | 2     |
| 1980/81 | PSV           | Eredivisie | 27   | 4     |
| 1981/82 | PSV           | Eredivisie | 29   | 8     |
| 1982/83 | PSV           | Eredivisie | 26   | 2     |
| 1983/84 | PSV           | Eredivisie | 23   | 3     |
| 1984/85 | PSV           | Eredivisie | 33   | 2     |
| 1985/86 | PSV           | Eredivisie | 29   | 0     |
| 1986/87 | PSV           | Eredivisie | 19   | 3     |
| 1987/88 | PSV           | Eredivisie | 12   | 1     |
| Totaal  |               |            | 512  | 71    |

### Interlandcarrière
Van de Kerkhof debuteerde op 5 juni 1974 in Rotterdam in het Nederlands elftal, tijdens een wedstrijd tegen Roemenië in de voorbereiding op het wereldkampioenschap van dat jaar in West-Duitsland. Hij werd evenals zijn tweelingbroer René ook geselecteerd voor het eindtoernooi, maar kwam tijdens dat WK geen seconde in actie. Op het WK 1978 was hij samen met Ruud Krol de enige speler in de selectie die van de zeven wedstrijden tijdens het toernooi geen minuut miste. Hij speelde in totaal drieënzestig wedstrijden voor Oranje, waarin hij - net als zijn broer - vijfmaal scoorde. Van de Kerkhof speelde ook op het EK 1976 en het EK 1980. Scoren deed hij op het EK 1976, in de kwalificatie voor het WK 1978, op het WK 1978, tijdens de kwalificatie voor het EK 1980 en op het EK 1980. De broers Van de Kerkhof speelden in 1978 als enige tweeling ooit allebei in de finale van een WK voetbal.

## Erelijst
Als speler
| Europacup I         | 1x | 1987/88                                              |
| UEFA Cup            | 1x | 1977/78                                              |
| Kampioen Eredivisie | 6x | 1974/75, 1975/76, 1977/78, 1985/86, 1986/87, 1987/88 |
| KNVB beker          | 3x | 1973/74, 1975/76, 1987/88                            |

| Competitie                     | Winnaar   | Winnaar   | Runner-up | Runner-up  | Derde     | Derde     |
| Competitie                     | Aantal    | Jaren     | Aantal    | Jaren      | Aantal    | Jaren     |
| Nederland                      | Nederland | Nederland | Nederland | Nederland  | Nederland | Nederland |
| ------------------------------ | --------- | --------- | --------- | ---------- | --------- | --------- |
| Wereldkampioenschap voetbal    |           |           | 2x        | 1974, 1978 |           |           |
| Europees kampioenschap voetbal |           |           |           |            | 1x        | 1976      |

## Trivia
- Pelé selecteerde Van de Kerkhof en zijn broer in maart 2004 in zijn internationale Top-125 van nog levende voetballers.
- Zijn dochter Joyce is getrouwd met André Ooijer.
- De Franse ex-international Willy Sagnol is vernoemd naar Willy van de Kerkhof.